# Ponce de León Hotel

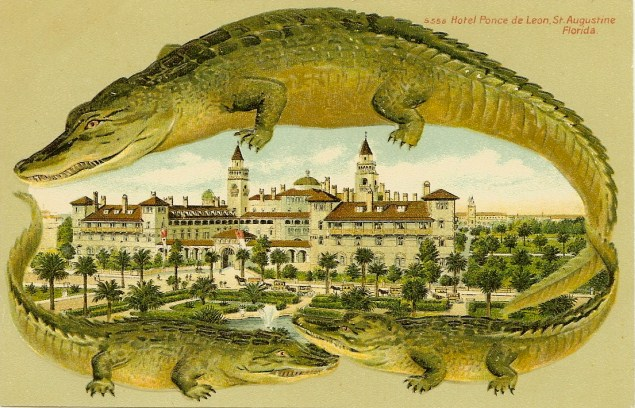
Eine Postkarte des Hotels, ca. 1909

Das Ponce de León Hotel war ein exklusives Hotel in St. Augustine im Bundesstaat Florida der Vereinigten Staaten. Es wurde im Auftrag des Millionärs und Mitgründers der
Standard Oil Company Henry Morrison Flagler durch das New Yorker Architekturbüro Carrère and Hastings im Stil der Spanischen Renaissance konzipiert und im Jahr 1888 fertiggestellt. Es besteht vollständig aus Gussbeton, wobei lokal vorkommender Schillkalkstein als Beimischung verwendet wurde. Bereits von Beginn an war das Hotel elektrifiziert und wurde durch Generatoren versorgt, die von Flaglers Freund Thomas Alva Edison zur Verfügung gestellt wurden. Heute gehören das Grundstück und das Gebäude zum Flagler College.

## Design
Das Ponce de León Hotel wurde auf einem Grundstück errichtet, auf dem Orangenbäume standen und das zum Teil aus Salzwiesen bestand. Es gehörte dem Mediziner Andrew Anderson, dem auch das Markland house gehörte. Das Hotel steht an der Adresse 74 King Street im spanischen Viertel von St. Augustine und wurde von den Architekten John Carrère und Thomas Hastings im Stil der Spanischen Renaissance entworfen, die Bauarbeiten begannen 1885 und wurden zwei Jahre später beendet.
Die Gestaltung einiger Elemente der Inneneinrichtung wird Louis Comfort Tiffany zugeschrieben, während Pottier und Stymus für das Mobiliar verantwortlich waren. Bernard Maybeck, dessen spätere Entwürfe unter anderem den Palace of Fine Arts in San Francisco umfassen, diente dem Projekt als technischer Zeichner. Der erst kurz zuvor aus Paris eingetroffene Architekt Emmanuel Louis Masqueray war als leitender Architekt der Weltausstellung 1904 in St. Louis engagiert worden und erstellte Tuschezeichnungen des Hotels.
In der Rotunde und im Speisezimmer wurden vom Künstler George W. Maynard Muralismen angefertigt, der etwa zehn Jahre später die Wandmalereien in der Treasures Gallery im Thomas Jefferson Building der Library of Congress schuf. Der italienische Künstler Virgilio Tojetti war für die Deckengemälde des großen Salon verantwortlich.
Ursprünglich erfüllten die Zwillingstürme des Hotels den Zweck von Wassertanks mit jeweils 8000 Gallonen (jeweils ca. 30 m³) Fassungsvermögen, die den Hotelgästen fließendes Wasser zur Verfügung stellten. Im Zweiten Weltkrieg diente einer der Türme während der Besetzung durch die US-amerikanische Küstenwache als Gefängnis.
Das Gebäude war eines der ersten dieser Größenordnung in den Vereinigten Staaten, das vor Ort aus Beton gegossen wurde und ebenso eines der ersten mit Stromanschluss, diese Ausstattung verdankte Flagler insbesondere dem Umstand, dass der Finanzdirektor der Edison Electric Company ein Bruder des ausführenden Architekten Thomas Hastings war.

## Hotelbetrieb

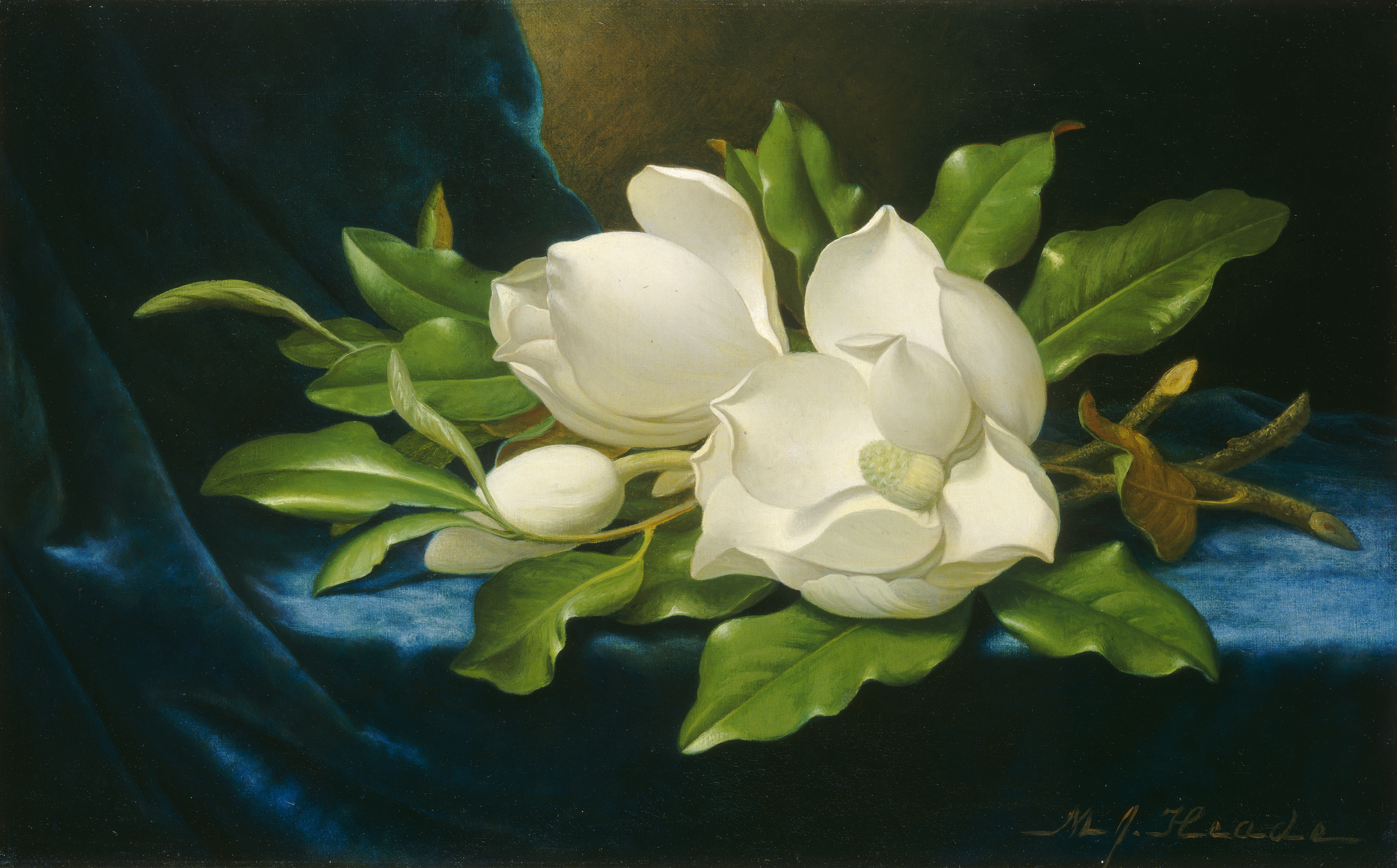
Das Gemälde Giant Magnolias on a Blue Velvet Cloth von Martin Johnson Heade

In den 1880er und 1890er Jahren war Frank Thompson Oberkellner des Hotels. Er war einer der ersten Bürgerrechts-Anwälte der USA und formte das professionelle Baseball-Team Cuban Giants, das ausschließlich aus afroamerikanischen Spielern bestand. Ein Mitglied des Teams war Frank Grant, der später in die Baseball Hall of Fame aufgenommen wurde.
Im Hotel übernachteten viele bekannte Persönlichkeiten, darunter Mark Twain, Theodore Roosevelt, Somerset Maugham, Babe Ruth und Babe Didrikson. Es war eines der wenigen von Flaglers Hotels, das die Große Depression überstand. Darauf folgende Programme der US-amerikanischen Bundesregierung zur Wiederbelebung des Tourismus zogen unter anderem Schriftsteller wie Ernest Hemingway, Zora Neale Hurston, Robert Frost, John Dos Passos sowie insbesondere Marjorie Kinnan Rawlings nach St. Augustine, die dort zeitweise oder dauerhaft lebten. Diese Gemeinschaft wurde als „Lost Colony“ weithin bekannt, deren Werke heute einen hohen Sammlerwert aufweisen.
Das Hotel bot auch einige Studios an, die viele amerikanische Künstler wie Martin Johnson Heade anzogen, der im Studio Nr. 7 unter anderem das Gemälde Giant Magnolias on a Blue Velvet Cloth schuf. Es hängt heute in der National Gallery of Art in Washington, D.C. Heade selbst wurde unter anderem durch eine US-amerikanische Briefmarke geehrt, die sein Porträt zeigt. Weitere seiner Werke hängen im Weißen Haus und bedeutenden Kunstgalerien.

## Ausbildungszentrum im Zweiten Weltkrieg
Während des Zweiten Weltkriegs wurde das Hotel als Trainingslager für die US-amerikanische Küstenwache genutzt, weshalb St. Augustine häufig als Geburtsstätte der Reservisten der Küstenwache angesehen wird. Eine der ersten Klassen für Reserveoffiziere schloss ihre Ausbildung im Mai 1941 im umgebauten Ponce de León Hotel ab. Von 1942 bis 1945 folgten mehrere tausend weitere Abgänger der wohl ungewöhnlichsten Ausbildungsstätte des Zweiten Weltkriegs. Zu ihrem 50-jährigen Bestehen trafen sich in den 1990er Jahren Mitglieder der Coast Guard Reserve im ehemaligen Hotel, um diesen Jahrestag zu feiern.
Einer der Absolventen war Jacob Lawrence, der bereits zu dieser Zeit ein bekannter Künstler war. 1944 wurde er auf die Sea Cloud versetzt, das erste Schiff der US-Marine, auf dem auch Afroamerikaner dienen durften. Lawrence setzte seine künstlerischen Arbeiten fort und war der erste schwarze Maler, dessen Werke im Vatikan und im Weißen Haus hingen. Er vergaß nie den Rassismus, dem er in St. Augustine ausgesetzt war.

## Hotel- und Collegebetrieb nach dem Krieg
1963 war das Hotel einer von mehreren Schauplätzen der Bürgerrechtsbewegung in St. Augustine. Der damalige Vizepräsident Lyndon B. Johnson wurde eingeladen, an einem Bankett zur Feier des 400-jährigen Bestehens der Stadt teilzunehmen, was sie zur ältesten durchgängig bewohnten europäischen Siedlung in den Vereinigten Staaten machte. Robert Hayling und andere Bürgerrechtler protestierten gegen den Ausschluss von Afroamerikanern von den Feierlichkeiten, und nach längeren Verhandlungen wurden zwei weitere Tische für afroamerikanische Einwohner der Stadt abseits der anderen Tische hinzugefügt.
Im Jahr 1964 fanden in der Stadt landesweit beachtete Demonstrationen statt, auf die auch Martin Luther King aufmerksam wurde. Am 31. März 1964 marschierten mehr als 100 Studenten der ausschließlich von Afroamerikanern besuchten Richard J. Murray High School in das Stadtzentrum und besetzten den Speisesaal des Ponce de León Hotel. Dort wurden sie von mit Hunden und Schlagstöcken bewaffneten Polizisten überwältigt und festgenommen. Dies war die erste Massenbesetzung der Bürgerrechtsbewegung in St. Augustine und wurde am folgenden Tag in einem Artikel der New York Times aufgegriffen. Es folgten weitere Vorfälle, die jeweils ihren Beitrag zur Verabschiedung des Civil Rights Act of 1964 leisteten.
1968 wurde das Hotel zum Kernstück des neu eingerichteten Flagler College. Ab 1976 begann das College mit einer ambitionierten Kampagne zur Restaurierung des Hotels und anderer Campusgebäude aus der Flagler-Ära. 1988 feierte das College das 100-jährige Bestehen seines Hauptgebäudes. Zehn Jahre später riefen Studenten der Einrichtung das Flagler's Legacy-Programm ins Leben, das jährlich mehreren tausend Besuchern geführte Touren durch das ehemalige Hotel anbietet. Es wurde am 6. Mai 1975 als Baudenkmal in das National Register of Historic Places aufgenommen. Seit dem 17. Februar 2006 ist das Ponce de León Hotel ein National Historic Landmark.